# Gustav Rickelt

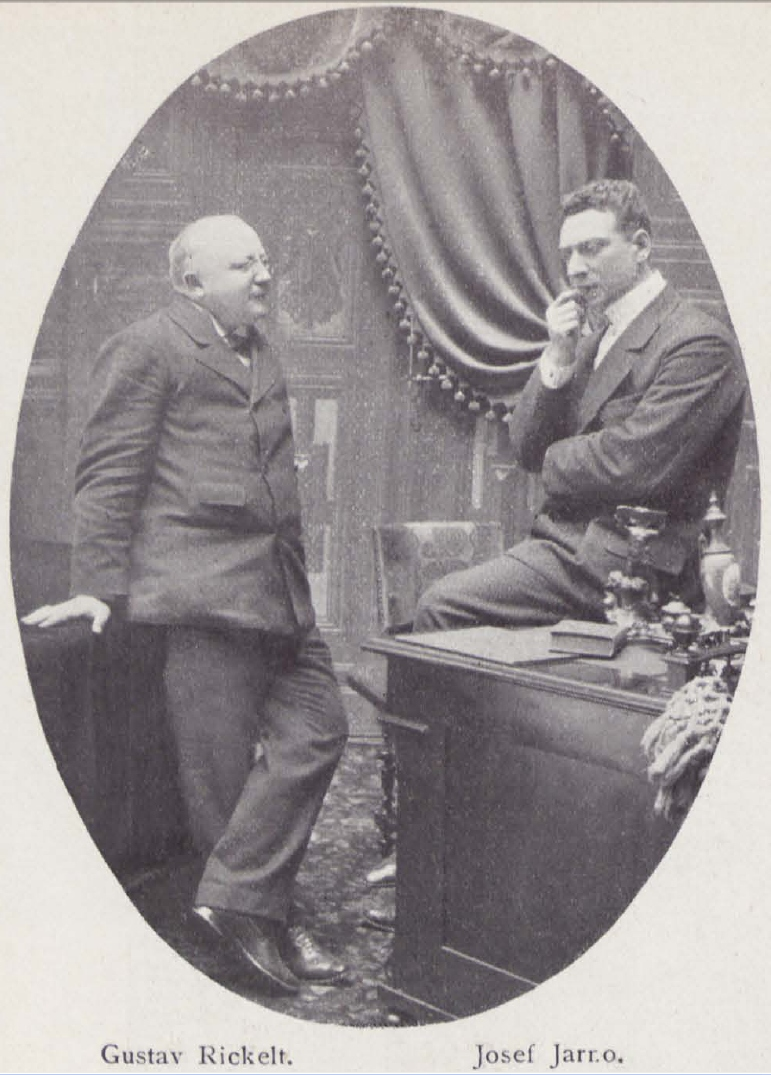
Gustav Rickelt (links) im Gespräch mit Josef Jarno (rechts), 1899

Gustav Rickelt (* 21. Juni 1862 in Dortmund; † 26. Juni 1946 in Wessobrunn, Oberbayern) war ein deutscher Schauspieler, Regisseur und von 1914 bis 1927 Präsident der Genossenschaft Deutscher Bühnen-Angehöriger.

## Leben
Rickelt, der Sohn eines Oberförsters, ließ sich zu Beginn der 1880er Jahre auf Wunsch seiner Eltern zum Kaufmann ausbilden, brach die Lehre aber nach einem halben Jahr ab und ging zum Theater. Dabei verließ er seine Eltern. Seine künstlerische Laufbahn begann er 1882 in Hanau, anschließend wirkte er an Bühnen in Heidelberg, Halberstadt, Gießen, Posen, Budapest, Berlin und ab 1889 München. Von letztgenannter Bühnenstation übersiedelte Rickelt 1891 in die USA, um einer Verpflichtung des New Yorker Thalia-Theaters nachzukommen. Ihn begleitete seine Frau Julie mit ihrem Kind Lucia aus erster Ehe. Die Ehe wurde 1900 geschieden. In Amerika beteiligte er sich auch an Tourneen, von 1893 bis 1895 war Rickelt als Regisseur und Schauspieler in Cincinnati tätig. Zurück in Deutschland (1895), ließ sich Rickelt, aus Hannover kommend, 1896 erneut in Berlin nieder. Die hauptstädtischen Bühnen, an denen der untersetzte, bullige Schauspieler mit dem runden Gesicht wirkte, waren das Thaliatheater, das Residenztheater, das Schillertheater und das Lessingtheater, dem er viele Jahre lang verbunden bleiben sollte.
Rickelts Fach waren Charakterfiguren, patriarchalische Väter und Würdenträger ebenso wie humorig-kauzige Typen, seine bekanntesten Rollen der „Just“ in Minna von Barnhelm, der „Krüger“ in Der Biberpelz und der „Auler“ in Stützen der Gesellschaft.
In den Jahren 1926 bis 1936, als Rickelt sich längst aus dem aktiven Schauspielerleben weitgehend zurückgezogen hatte, kamen mehrere Filmnebenrollen hinzu. Eine seltene Hauptrolle erhielt der 67-jährige Künstler 1929 mit dem alten Gastwirt „Anton Weber“ in dem Melodram Bobby, der Benzinjunge.
Mehr als mit seiner Schauspieltätigkeit hatte sich Gustav Rickelt einen Namen als engagierter Verfechter für die Rechte der Schauspieler gemacht. Als langjähriger Präsident der Genossenschaft Deutscher Bühnen-Angehöriger kämpfte Rickelt für die soziale Absicherung ebenso wie für eine angemessene tarifliche Entlohnung der Schauspieler. Außerdem förderte er in dieser Funktion die Gründung der Künstlerkolonie Berlin. Ziel der Koloniegründung war, für Künstler und Schriftsteller preiswerten und komfortablen Wohnraum zur Verfügung zu stellen. Dort wurde der private Gustav-Rickelt-Weg nach ihm benannt.
1943 wurde Rickelts Wohnung in der Westfälischen Straße 31 ausgebombt und er verließ Berlin. Unterkunft fand er bei einem befreundeten Gutsbesitzer in Schlesien. 1945 floh Rickelt aus Schlesien vor der heranrückenden Front. Gustav Rickelt starb gut ein Jahr nach Kriegsende im Klosterkrankenhaus in Wessobrunn, wenige Tage nach Vollendung seines 84. Lebensjahres.
Rickelt hat auch als Autor (u. a. O Königin, das Leben ist doch schön, Der Mensch, der die Menschen kennenlernen wollte, Der Glückspilz, Der Reparationsagent) gearbeitet. Gemeinsam mit dem österreichischen Schauspieler und Theaterdirektor Josef Jarno verfasste er den Schwank Die Wahrsagerin.
Rickelts Tochter Ruth Lippstreu-Rickelt, geboren 1902, stammte aus der Beziehung mit Margarethe Lippstreu. Sie heiratete 1924 den bekannten Schriftsteller Frank Arnau. Seine Söhne waren der Schauspieler und bekannte Fernsehdarsteller (Onkel Franz aus der Lindenstraße) Martin Rickelt (1915–2004) und Niels Baumann-Rickelt (1912–2005), beide gingen aus einer Beziehung mit der Schauspielerin Maria Baumann hervor.

## Filmografie
- 1922: Erdgeist
- 1926: Die Wiskottens
- 1927: Wochenendzauber
- 1928: Sensations-Prozess
- 1928: Lemkes sel. Witwe
- 1928: Großstadtjugend
- 1928: Die seltsame Nacht der Helga Wangen
- 1929: Narkose
- 1929: Bobby, der Benzinjunge
- 1930: Das alte Lied
- 1930: Väter und Söhne
- 1930: Flachsmann als Erzieher
- 1930: Das Schicksal der Renate Langen
- 1931: Täter gesucht
- 1931: Ein süßes Geheimnis
- 1932: An heiligen Wassern
- 1936: Onkel Bräsig

## Werke (Auswahl)
- Schauspieler und Direktoren. Sozial-wirtschaftliches aus deutschen Theatern. Langenscheidt, Berlin 1910.
- Königin … das Leben ist doch schön! Aus dem Leben eines alten Komödianten. Verlag Carl Reissner, Dresden 1930 (Autobiografie).